# Vietri di Potenza
Vietri di Potenza es una localidad italiana de la provincia de Potenza, región de Basilicata, con 2.983 habitantes.

## Evolución demográfica
| Gráfica de evolución demográfica de Vietri di Potenza entre 1861 y 2001 |
|                                                                         |
| Fuente ISTAT - Elaboración gráfica por parte de Wikipedia               |